# Полевой (Краснодарский край)
Полевой — посёлок в Тихорецком районе Краснодарского края России. Входит в состав Юго-Северного сельского поселения.

## География
В Полевом насчитывается 3 улицы: Восточная, Комсомольская и Пионерская.

## Население
| 2002 | 2010 |
| ---- | ---- |
| 285  | ↗291 |

## Инфраструктура
Посёлок газифицирован, имеется уличное освещение.

## Транспорт
Автомобильный транспорт.